# Cloisonne
Cloisonné (francoska izgovorjava: [klwazɔne]; francosko la cloison meja, pregrada; francosko email cloisonné prekatni emajl) je starodavna tehnika okraševanja kovinskih predmetov. V zadnjih stoletjih je bil uporabljen steklast emajl, v starejših obdobjih pa so bili uporabljeni tudi vložki izrezanih draguljev, stekla in drugih materialov. Nastale predmete lahko imenujemo tudi cloisonné. Okras se oblikuje tako, da se na kovinski predmet najprej dodajo predelki (cloisons v francoščini ), tako da se spajkajo ali pritrdijo srebrne ali zlate žice ali tanki trakovi na robove. Te ostanejo vidne v končnem kosu, ločujejo različne predele emajla ali vložkov, ki so pogosto iz več barv. Cloisonné emajlni predmeti se obdelujejo z emajliranim prahom, ki se pripravi v pasto, ki jo je potem treba žgati v peči.
V antiki se je tehnika cloisonné uporabljala predvsem za nakit in manjšo opremo za oblačila, orožje ali podobne majhne predmete, okrašene z geometrijskimi ali shematskimi vzorci, z debelimi stenami. V bizantinskem cesarstvu so bile razvite tehnike, ki so uporabljale tanjše žice, da bi omogočile izdelavo več slikovnih podob, ki se večinoma uporabljajo za verske podobe in nakit, nato pa vedno uporabljajo emajl. Do 14. stoletja se je ta tehnika emajla razširila na Kitajsko, kjer se je kmalu uporabljala za veliko večje posoda, kot so sklede in vaze. Tehnika na Kitajskem ostaja pogosta do danes in na zahodu so iz 18. stoletja izdelali predmete cloisonné emajla s kitajskimi slogi.

## Zgodovina

### Zgodnja tehnika
Cloisonné se je najprej razvil v nakitu starega Bližnjega vzhoda, običajno v zelo majhnih kosih, kot so obroči, s tanko žico, ki je tvorila cloisone. V nakitu Starega Egipta, vključno s prsnimi dragulji faraonov, so debelejši trakovi iz cloisona, ki ostajajo majhni.  V Egiptu so bili uporabljeni dragulji in materiali, podobni emajlu, včasih imenovani "steklena pasta" . Bizantinci so izpopolnili edinstveno obliko cloisonne ikon. Bizantinski emajl, ki se je širil v okoliške kulture in poseben tip, pogosto znan kot granatni cloisonné, je v migracijskem obdobju »barbarskih« evropskih narodov, ki so uporabljali dragulje, zlasti rdeče granate, pa tudi steklo in emajl, z majhnimi vložki debele stene. Rdeči granati in zlato so ustvarili privlačen kontrast barv, za kristjane pa je bil granat simbol Kristusa. Zdi se, da je ta tip nastal v poznoantičnem vzhodnem rimskem cesarstvu in da je migracijske narode sprva dosegel kot diplomatski darovi, ki so jih verjetno izdelali v Konstantinoplu, nato pa so jih kopirali lastni zlatarji . Steklena pasta cloisonné je bila izdelana v istih obdobjih s podobnimi rezultati - primer zlati anglosaški pribor z granati (desno) in vizigotsko broško s stekleno pasto v galeriji . Debeli trakovi iz zlata so bili spajkani na dno potopljenega območja, da bi bili okrašeni, da bi naredili predelke, preden so dodali kamne ali pasto . Včasih se predelki, napolnjeni z različnimi materiali rezanega kamna ali stekla in emajla mešajo, da se okrasijo isti predmeti, kot v zapori pokrova iz Sutton Hooja . V bizantinskem svetu se je tehnika razvila v tankoslojni slog, ki je primeren le za spodaj opisan emajl, ki se je v Evropi posnemal od karolinškega obdobja naprej.

### Emajl
Najzgodnejši preživeli cloisonné kosi so obroči v grobovih iz 12. stoletja pred našim štetjem na Cipru, z zelo tanko žico.  Kasneje je bila sklenina le en od nadevov, ki so se uporabljali za majhne, debele stene, ki so bile opisane zgoraj. Od 8. stoletja je bizantinska umetnost spet začela uporabljati veliko tanjše žice, da bi omogočila uporabo bolj kompleksnih modelov z večjimi in manj geometrijskimi predelki, kar je bilo mogoče le z emajlom. Te so bile še vedno na razmeroma majhnih predmetih, čeprav je bilo mogoče številne plakete postaviti v večje objekte, kot je Pala d'Oro, oltarna podoba v stolnici sv. Marka v Benetkah. Nekateri predmeti so združevali debele in tanke lupine za različen učinek. Modeli so pogosto (kot desno) vsebovali velikodušno ozadje navadnega zlata, kot v sodobnih bizantinskih mozaikih. Območje, ki ga je bilo treba emajlirati, je bilo tolčeno, da je nastala glavna vdolbina, vbod, bi pomagal sklenino držati in dodan cloisons. 
Razlikujeta se dve različni tehniki bizantinskega in evropskega cloisonné emajla, za katere se še vedno običajno uporabljajo nemška imena. Najzgodnejša je tehnika Vollschmelz ('polna' sklenina, dobesedno 'polna talina'), pri kateri je treba celotno zlato osnovno ploščo prekriti z emajlom. Robovi plošče so obrnjeni navzgor, da tvorijo rezervoar, zlato žico se zleže na mestu, da tvori cloisone. Konstrukcija sklenine torej pokriva celotno ploščo. V tehniki Senkschmelz ('potopljeni emajl', dobesedno 'potopljena talina') so deli osnovne plošče, ki držijo obliko, zatolčeni navzdol, zaradi česar je v ozadju zlato ozadje, kar je vidno tudi v sodobnih bizantinskih ikonah in mozaikih z zlatim steklom in svetnika, prikazanega tukaj. Žice in emajli se nato dodajo kot prej. Obris zasnove bo viden na hrbtni strani osnovne plošče.  Prehod med obema tehnikama se odvija okoli leta 900 v bizantinski sklenini  in leta 1000 na zahodu, čeprav s pomembnimi zgodnejšimi primeri.  Plošče z apostoli okrog poznega obdobja na Sveti madžarski kroni kažejo edinstveno prehodno fazo, kjer je osnovna plošča tolčena v obliko, kot v senkschmelz tehniki, vendar emajl pokriva celotno ploščo, razen debele obrise okoli figure in napisov, kot pri tehniki vollschmelz (glej spodnjo galerijo za primere te tehnike in tehniko vollschmelz) . Nekateri kosi iz 10. stoletja dosežejo senkschmelz učinek z uporabo dveh plošč, ki sta nameščeni druga na drugo, zgornji z izrezom obrisa in spodnja ravna. 
Iz Bizanca ali islamskega sveta je tehnika dosegla Kitajsko v 13. – 14. stoletju; prva pisna omemba je v knjigi iz leta 1388, kjer se imenuje Dashi ware. Ni znanih kitajskih kosov iz 14. stoletja, najzgodnejši podatki, ki so nastali v času vladanja cesarja Xuande (1425–35), ki pa kažejo polno uporabo kitajskih slogov, kar kaže na veliko izkušenj v tehniki.  Na začetku so jo kitajski poznavalci imeli kot tujo, sprva kot sumljivo, drugič pa kot privlačno za ženski okus. V začetku 18. stoletja je imel cesar Kangxi cloisonné delavnico med številnimi cesarskimi tovarnami. Najbolj dodelana in zelo cenjena kitajska dela so iz obdobja zgodnje dinastije Ming, zlasti vladavine cesarja Xuande in cesarja Jingtaija (1450-57), čeprav so 19. stoletje ali sodobna dela veliko bolj običajna. Zdi se, da je kitajska industrija imela koristi od številnih kvalificiranih bizantinskih beguncev, ki so bežali pred padcem Konstantinopla leta 1453, čeprav je na podlagi samega imena veliko bolj verjetno, da je Kitajska pridobila znanje o tehniki na Bližnjem vzhodu. V večini kitajskih cloisonné je običajno prevladujoča barva modra in kitajsko ime za tehniko, jingtailan ('Jingtai modra posoda'), se nanaša na to in cesarja Jingtaija. Kakovost se je začela slabšati v 19. stoletju. Prvotno so bili uporabljeni težki bronasti ali medeninasti materiali, žice pa so bile spajkane, kasneje pa so uporabljali veliko lažje bakrene posode, žica pa je bila pritrjena pred žganjem. Sestave emajlov in pigmenti se s časom spreminjajo.
V bizantinskih delih, še bolj pa v kitajskih, žica nikakor ne zajema ločene barve emajla. Včasih se žica uporablja samo za dekorativni učinek in se ustavi na sredini polja emajla, včasih pa meja med dvema barvama emajla ni označena z žico. V bizantinski plošči desno je prva značilnost vidna v zgornji žici na svetem črnem rokavu, druga pa v beli barvi oči in ovratniku. Oba sta vidna tudi v kitajski skledi, prikazani desno zgoraj.
Kitajski cloisonné je med najbolj znanimi emajliranimi cloisonnéji na svetu.
Japonci so od sredine 19. stoletja tudi proizvedli velike količine zelo visoke tehnične kakovosti. Na Japonskem so cloisonné emajli znani kot shippō-yaki (七宝焼). Zgodnja središča cloisonnéja so bila v Nagoji v okrožju Ovari (尾張藩 Ovari han). Znano je podjetje Ando Cloisonné. Poznejši centri so bili Edo in Kjoto. V Kjotu je Namikava postalo eno vodilnih podjetij japonskega cloisonneja. Namikawa Yasuyuki Cloisonné muzej je posebej namenjen temu.
Ruski cloisonné iz carskega obdobja je tudi zelo cenjen s strani zbirateljev, zlasti iz rodbine Fabergé ali Khlebnikov, francoski in drugi narodi pa so proizvedli majhne količine. Kitajska cloisonné se včasih zamenjuje s kantonskim emajlom, podobno obliko emajla, ki je poslikan prostoročno in ne uporablja predelnih sten za ločevanje barv.
V srednjeveški zahodni Evropi je tehnika cloisonné emajla postopoma prehitela vzpon emajla champlevé, kjer so prostori za polnjenje sklenine ustvarjeni z izdelovanjem vdolbin (z različnimi metodami) v osnovni predmet, namesto da bi zgradili oddelke, kot v cloisonné. Kasneje so se razvile tehnike, ki so omogočile, da je barva lakirana na ravno ozadje, ne da bi tekla. Plique-à-jour je s tem povezana tehnika emajliranja, ki uporablja čiste emajle in nobene kovinske hrbtne plošče, s čimer ustvarja predmet, ki ima videz miniaturnega vitraža - v resnici je cloisonné brez podlage. Plique-a'-jour se običajno ustvari na osnovi sljude ali tankega bakra, ki se nato odlepi (sljuda) ali izpere s kislino (baker).
Drugi načini uporabe tehnike so bili razviti, vendar so manj pomembni. V 19. stoletju se je na Japonskem uporabljala na lončarskih posodah s keramičnimi glazurami, uporabljala pa se je z lakom in sodobnimi akrilnimi polnili za cloisons. Različica tehnike cloisonné se pogosto uporablja za značke zavihkov, značke logotipov za številne predmete, kot so avtomobili, vključno z modeli BMW in druge aplikacije, čeprav je v teh primerih kovinski podstavek običajno odlit z oddelki na mestu, tako da je uporaba izraza, čeprav je pogosta, vprašljiva. Zlatarji, kovinarji in emajlerji praviloma navajajo to tehniko kot champlevé.
Velika zbirka 150 kosov kitajskega cloisonné je v muzeju umetnosti G. W. Vincent Smith v Springfieldu, Massachusetts.

## Sodobna izvedba
Najprej je predmet za okrasitev izdelan ali pridobljen; to običajno naredijo različni obrtniki. Za izdelavo osnove se običajno uporablja baker, ker je poceni, lahek in se lahko kuje in raztegne, lahko se uporabi zlato, srebro ali druge kovine. Cloisonné žica je narejena iz finega srebra ali zlata in ima po navadi prerez približno 0,001 x 0,040 palca. Upognjena je v oblike, ki določajo obarvana območja. Vsi zavoji so izvedeni pod pravim kotom, tako da žica ni upognjena. To naredimo z majhnimi kleščami, pinceto in šablonami po meri. Cloisonné žični vzorec je lahko sestavljen iz več zapletenih žičnih vzorcev, ki se združijo v večjo zasnovo. Za spajanje žic se lahko uporablja spajkalo, vendar to povzroči, da se barva kasneje razbarva in oblikuje mehurčke. Namesto spajkanja na osnovno kovino se osnovna kovina žge s tankim slojem čistega emajla. Cloisonné žica je prilepljena na površino sklenine z naravno gumo iz rastline tragakant (Astragalus tragacantha). Ko se guma posuši, se kos ponovno žge, da se cloisonné poveže z bistro sklenino. Guma se zažge brez ostankov.
Stekleni emajli v različnih barvah se zmeljejo v drobni prah v ahatnem ali porcelanskem možnarju, nato pa se sperejo, da se odstranijo nečistoče, ki bi razbarvale žgan emajl.  Emajl je narejen iz silicijevega dioksida, niterja in svinčevega oksida, kateremu so dodani kovinski oksidi za obarvanje. Te sestavine se stopijo skupaj in tvorijo stekleno frito, ki se ponovno pred nanosom zmelje. Vsaka barva emajla se pripravi pred uporabo in nato zmeša z zelo razredčeno raztopino tragakanta. S finimi spatulami, ščetkami ali kapalnimi čepki, emajler postavi fini barvni prah v vsak cloison. Pred peko ga pustimo, da se posuši, kar se izvede tako, da se artikel s polnilom sklenine položi v peč. Emajl v lupini se bo po žganju močno zmanjšal, zaradi taljenja in krčenja zrnatosti steklenega prahu, kot se tali sladkor v pečici. Ta postopek se ponavlja, dokler niso vsi cloisoni napolnjeni do roba žice.
Najpogosteje so vidni trije slogi cloisonné: konkavni, konveksni in ploski. Metoda končne obdelave določa ta končni videz. 	Z konkavnim cloisonnéjem predelki niso bili popolnoma napolnjeni. Kapilarno delovanje povzroči, da se površina sklenine upogne proti žici, ko je sklenina staljena, kar povzroči konkavno obliko. Konveksni cloissoné se proizvaja s prenapolnjevanjem vsakega predelka pri zadnjem pečenju. To daje vsaki barvni površini videz rahlo zaobljenih kupčkov. Najpogostejši je ploski cloisonné. Po polnjenju vseh lupin se emajl zmelje na gladko površino z lapidarno opremo, pri čemer se uporabljajo iste tehnike, kot se uporabljajo za poliranje kabošon kamnov. Zgornji del cloisonné žice je poliran, tako da je poravnan z emajlom in ima svetel lesk. Nekatera cloisonné žica je galvanizirana s tanko plastjo zlata, ki ne bo potemnela kot srebro.

## Primeri

### Emajl
- Irski Zaklad iz Ardagha iz 8. stoletja
- Alfredov dragulj, anglosaški ornament iz 9. stoletja
- Triptih iz Khakhulija, velika zlata oltarna slika z več kot 100 gruzijskimi in bizantinskimi ploščami iz 8.do 12. stoletja, ki naj bi bilo največje emajlirano umetniško delo na svetu.
- oči Zlate Maije iz Essna iz 10. stoletja
- Mozanski Triptih iz Stavelota iz 12. stoletja, ki združuje cloisonné in champlevé tehniko

### Geme in steklo
- Tutankamonova maska, (podoba) in še nekaj drugih.
- Grobni pridatek iz 5. stoletja, Hilderika I., zadnjega poganskega kralja Frankov, umrl okoli leta. 481
- Germanski zaklad iz Pouana iz 5. stoletja
- Merovinški zaklad iz Gourdona iz 6. stoletja

## Galerija
- Dorestadova broška, c. 800, najdena na Nizozemskem. Zlato, steklo, almandin, biseri in emajl.
- Svetišče s podobo bodisatve, 1736–1795. Svetišče: Cloisonné emajl na bakrovih zlitinah.
- Prsnica Senusreta II. iz groba njegove hčere. Cloisonné vložki na zlatu iz karneola, glinenca, granata, turkiza, lapis lazulija.
- Vizigotska fibula iz 6. stoletja, iz Španije z vložkom steklene paste.
- Plošča iz 10. stoletja ‘’Križ Otona in Matilde’’ v vollschmelz cloisonné emalj na zlatu
- Pošča s sv. Petrom kaže edinstveno prehodno tehniko ‘’Svete madžarske krone’’ (glej tekst)
- Dinastija Čing - cloisonné posoda
- Kitajski emajlirani in pozlačeni svečnik iz 18. ali 19. stoletja, dinastija Čing
- ’’Sv. Jurij ubija zmaja’’, 15. Stoletje, cloisonné emajl na zlatu
- Detajl prikazuje vzorec in delno dokončane cloisons
- Sodobne cloisonné emajlirane kroglive
- Kjoto cloisonne majl, Namikawa Yasuyuki (1845–1927)
- Ando Cloisonné Company, (c. 1910)
- Kjoto cloisonne emjlirana vaza (1875–1880).
- Nagoja cloisonne emajlirani vzorci 1875–1880
- Harley-Davidson "100. obletnica" cloisonné rezervoarja za gorivo na Dyna Low Riderju 2003
- Ujemajoči se par vaz Cloisonné, c. 1800-1894, iz arhiva Oxfordskega koledža Univerze Emory